# Parafia św. Katarzyny w Cięcinie
Parafia św. Katarzyny w Cięcinie – parafia obejmująca wsie Cięcina i Węgierska Górka, w archidiecezji krakowskiej, w diecezji bielsko-żywieckiej, w dekanacie radziechowskim.

## Historia
Parafia w Cięcinie jest jedną z najstarszych na Żywiecczyźnie. Po raz pierwszy wzmiankowana została w spisie świętopietrza parafii dekanatu Oświęcim diecezji krakowskiej z 1358 w zapisie Ecclesia de Czencina – kościół parafialny w Cięcinie. Późniejsze losy kościoła nie są znane. W czasach Jana Długosza Cięcina była wsią bez kościoła, należącą do parafii w Żywcu. 
W XVI w. Cięcina należała do parafii w Radziechowach. W 1542 r. wzniesiono kaplicę, która dziś jest najstarszą częścią obecnego kościoła św. Katarzyny. Do roku 1789 kościół św. Katarzyny funkcjonował jako filia kościoła parafialnego w Radziechowach. Pierwszym proboszczem nowo powstałej parafii w Cięcinie został ksiądz Marceli Stupecki.
Pod koniec lat sześćdziesiątych i w latach siedemdziesiątych XX w., w związku ze wzrastającą liczbą parafian i rozbudową osiedla mieszkaniowego w Węgierskiej Górce rozpoczęto starania o budowę nowego kościoła, ale ówczesna polityka państwa wobec kościoła nie sprzyjała szybkiej realizacji tego zamierzenia.
Wieloletnie starania o budowę kościoła w Węgierskiej Górce zostały uwieńczone uzyskaniem zezwolenia od władz państwowych. W latach 1977–1981, gdy proboszczem był ksiądz Tadeusz Masny, wybudowano nowy kościół. Wmurowania kamienia węgielnego dokonał w roku 1978 ówczesny metropolita krakowski, kardynał Karol Wojtyła.
Od 2020 r. proboszczem jest ks. dr Henryk Zątek.

## Kościoły i kaplice w parafii

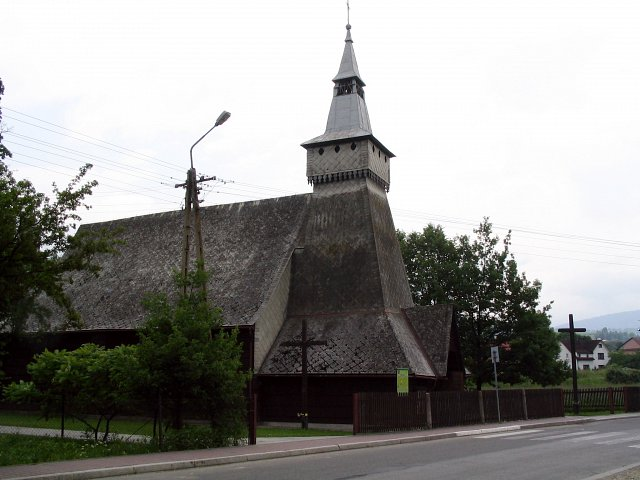
Kościół św. Katarzyny

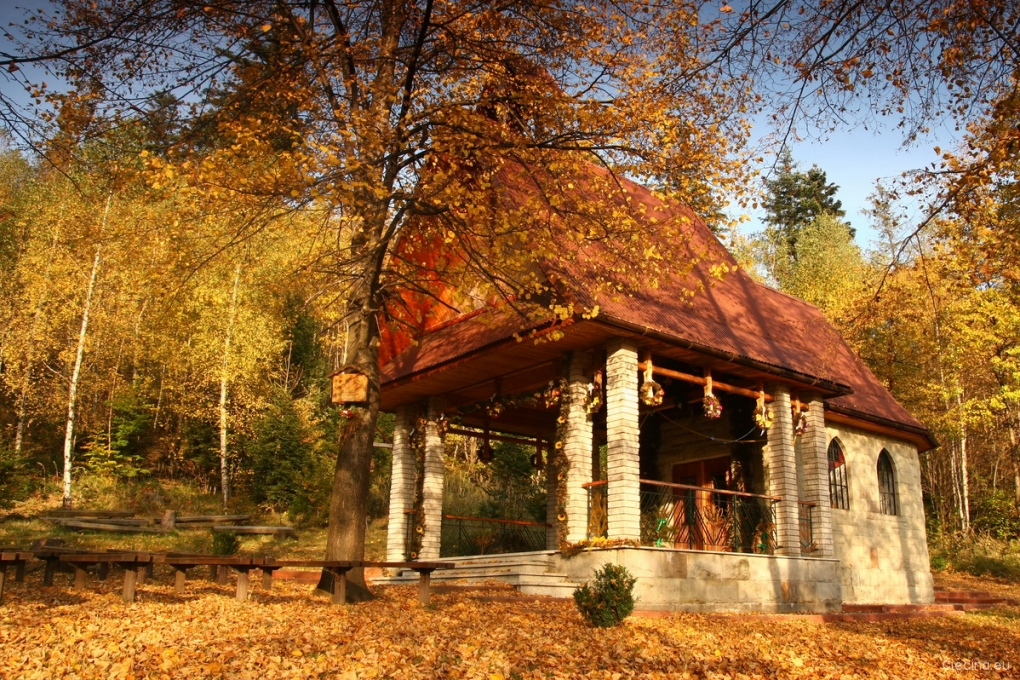
Kaplica na Przegibie-Butorzonce

Obecnie parafia w Cięcinie posiada dwa kościoły. Kościół św. Katarzyny, który pełni funkcję kościoła pomocniczego i kościół pod wezwaniem Przemienienia Pańskiego, przy którym mieści się obecnie Urząd Parafialny w Cięcinie. Dodatkowo w parafii funkcjonuje kaplica, w której w sezonie letnim odprawiane są msze św. i nabożeństwa.

### Kościół św. Katarzyny
Kościół św. Katarzyny w Cięcinie – XVI-wieczny kościół położony w Cięcinie. Od początku swego istnienia, do roku 1789 świątynia była kaplicą filialną kościoła w Radziechowach. Rozbudowana została staraniem plebana radziechowskiego ks. Stanisława Kaszkowicza w latach 1666–1667 (o czym wspomina Dziejopis Żywiecki A. Komonieckiego).

### Kościół Przemienienia Pańskiego
'Kościół Przemienienia Pańskiego w Węgierskiej Górce – kościół wybudowany w latach 1977–1981 w Węgierskiej Górce. Posiada jedne z największych w dawnym województwie bielskim 36-głosowe organy piszczałkowe. W 2006 roku w kościele wybudowano nowy ołtarz wykonany z kilku rodzajów marmuru i granitu.

### Kaplica Matki Boskiej Częstochowskiej
Kaplica Matki Boskiej Częstochowskiej w Cięcinie – kaplica wybudowana w latach 1971–1979 w Cięcinie, na polanie Butorzonka.